# Emanuelle nera (film)
Emanuelle nera è un film del 1975, diretto da Albert Thomas (pseudonimo di Adalberto Albertini). Ispirato alla Emmanuelle francese, questo è il primo film della serie Emanuelle nera.
Lanciò definitivamente l'attrice indonesiana Laura Gemser, alla sua seconda pellicola italiana dopo Amore libero - Free Love, diretto da Pier Ludovico Pavoni nel 1974. L'attrice fu accreditata nei titoli di testa del film e sui flani pubblicitari con il nome Emanuelle. Sul set del film la Gemser conobbe Gabriele Tinti, che divenne in seguito suo marito. Uscì in Italia in versione softcore, ma per le versioni estere furono aggiunte sequenze hard, non girate dalla Gemser ma da una sua controfigura. La versione con inserti hardcore verrà distribuita in Italia in DVD solo negli anni 2000.

## Trama
Mae Jordan, detta Emanuelle, è una fotoreporter americana di colore che arriva a Nairobi per un reportage, ospite d'una coppia di ricchi bianchi, Gianni e Ann Danieli. 
 Presto la protagonista s'invaghisce di Gianni e decide di rimanere a Nairobi, partecipando a feste e safari, non disdegnando nemmeno un rapporto lesbico con Ann. In un primo tempo felice, Emanuelle inizia a sentirsi oppressa e, per non privarsi della libertà, decide di lasciare l'Africa, affermando che solo il suo lavoro la fa sentire libera.

## Produzione

### Riprese
Il film fu girato interamente a Nairobi, mentre gli interni furono girati a Roma, agli studi De Paolis.

### Accoglienza
Il successo di pubblico fu enorme, tanto da incassare poco più di 804 milioni di lire in 862 giorni di programmazione.

### Critiche
Il film fu molto apprezzato dal New York Times, che scrisse: «Girato con vera maestria, anche le scene più erotiche assumono un notevole valore artistico».
In Italia invece le critiche furono meno favorevoli. Il Giorno scrisse: «Girato in una lussuosa carta patinata (alla Playboy), il filmettino rivela tutto, ma proprio tutto, della mulatta (sic) Emanuelle. Il regista ha il solo merito di tentare qualche inquadratura "d'arte"».
La rivista Nocturno scrive: «Emanuelle è un film che si rivede volentieri, con una punta di nostalgia per quegli anni in cui ci si era illusi che la rivoluzione sessuale fosse a portata di mano. Le cose, invece, sono andate diversamente».

## Relazioni con altre pellicole
- Nel 1976 Adalberto Albertini girò Emanuelle nera nº 2, che nonostante il titolo e il regista non è il sequel di Emanuelle nera. Infatti la fotoreporter non fu interpretata dalla Gemser, che firmò un contratto con Joe D'Amato, ma dalla sconosciuta Shulamith Lasri.
- Il film viene citato in Berlinguer ti voglio bene, diretto da Giuseppe Bertolucci nel 1977.

## Titoli esteri
Il film uscì negli Stati Uniti e nel Regno Unito come Black Emanuelle e in Spagna come Emanuelle negra.